# Championnats d'Europe de lutte 2006
Navigation
Édition précédente Édition suivante
Les Championnats d'Europe de lutte 2006 se sont tenus à Moscou,  Russie, en 2006.

## Podiums

### Hommes

#### Lutte gréco-romaine
| Épreuves | Or                   | Argent             | Bronze                               |
| -------- | -------------------- | ------------------ | ------------------------------------ |
| 55 kg    | Roman Amoyan         | Venelin Venkov     | Rövşən Bayramov Claudiu Gavrila      |
| 60 kg    | Karen Mnatsakanyan   | David Bedinadze    | Fuad Əliyev Vyacheslav Dzhaste       |
| 66 kg    | Tamás Lőrincz        | Sergey Kovalenko   | Şeref Eroğlu Oleksandr Khvoshch      |
| 74 kg    | Varteres Samurgashev | Aleh Mikhalovich   | Manuchar Kvirkvelia Mahmut Altay     |
| 84 kg    | Artur Michalkiewicz  | Denis Forov        | Mélonin Noumonvi Nazmi Avluca        |
| 96 kg    | Hamza Yerlikaya      | Mykhaylo Nikolayev | Marek Švec Jimmy Lidberg             |
| 120 kg   | Ismail Güzel         | Juha Ahokas        | Khasan Baroyev Oleksandr Chernetskyy |

#### Lutte libre
| Épreuves | Or                        | Argent           | Bronze                               |
| -------- | ------------------------- | ---------------- | ------------------------------------ |
| 55 kg    | Oleksandr Zakharuk        | Namig Abdullayev | Amirán Kardánof Dzhamal Otarsultanov |
| 60 kg    | Mavlet Batirov            | Tevfik Odabasi   | Anatoli Guidea Yevhen Khavilov       |
| 66 kg    | Makhach Murtazaliev       | Albert Batyrov   | Serafim Barzakov Vadim Guigolaev     |
| 74 kg    | Buvaysar Saytiev          | Ruslan Kokaev    | Gábor Hatos Krystian Brzozowski      |
| 84 kg    | Adam Saytiev              | Gökhan Yavaser   | Vadim Laliev Taras Danko             |
| 96 kg    | Khadzhimurat Gatsalov     | Shamil Gitinov   | Giorgi Gogshelidze Stefan Kehrer     |
| 120 kg   | Kuramagomed Kuramagomedov | Ivan Ishchenko   | Eldar Kurtanidze Rares Chintoan      |

### Femmes

#### Lutte libre
| Épreuves | Or                | Argent               | Bronze                                       |
| -------- | ----------------- | -------------------- | -------------------------------------------- |
| 48 kg    | Lilia Kaskarakova | Fani Psatha          | Francine de Paola-Martinez Cristina Croitoru |
| 51 kg    | Vanessa Boubryemm | Alexandra Engelhardt | Natalia Smirnova Oleksandra Kohut            |
| 55 kg    | Natalia Golz      | Ludmila Cristea      | Anna Gomis Johanna Mattsson                  |
| 59 kg    | Lubov Volosova    | Stefanie Stüber      | Marianna Sastin Audrey Prieto                |
| 63 kg    | Alena Kartachova  | Monika Michalik      | Nikola Hartmann-Dünser Agoro Papvasileiou    |
| 67 kg    | Elena Perepełkina | Kristine Odrina      | Agnieszka Wieszczek Irina Tsyrkewicz         |
| 72 kg    | Stanka Zlateva    | Svetłana Sayenko     | Anita Schätzle Karine Szadoyan               |